# Dorfkirche Mannstedt

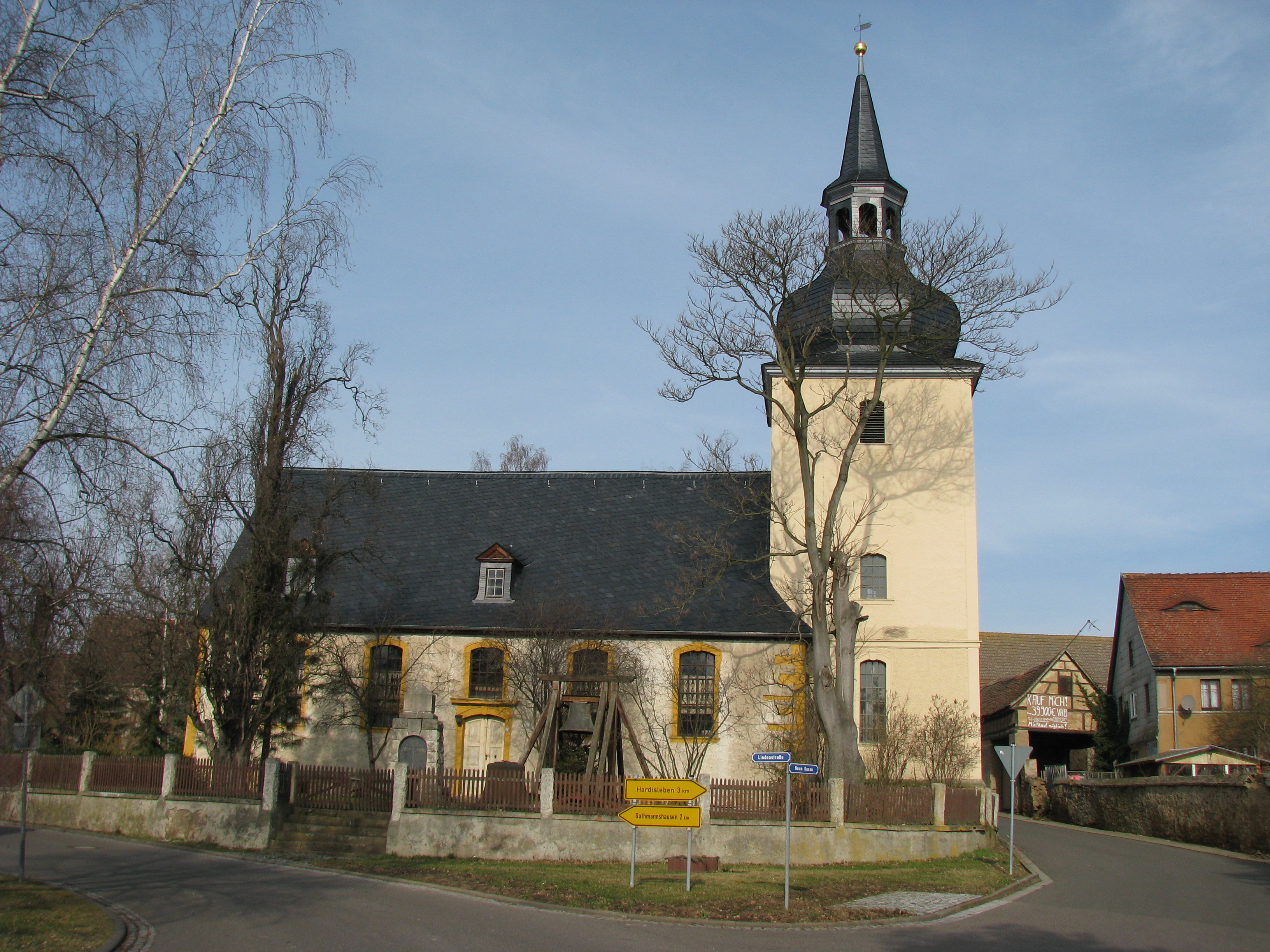
Dorfkirche Mannstedt

Die evangelisch-lutherische Dorfkirche Mannstedt steht in Mannstedt, einem Ortsteil der Landgemeinde Buttstädt im Landkreis Sömmerda in Thüringen. Die Kirchengemeinde Mannstedt gehört zum Pfarrbereich Rastenberg im Kirchenkreis Apolda-Buttstädt der Evangelischen Kirche in Mitteldeutschland.

## Beschreibung
Die Saalkirche wurde als Neubau mit Errichtung des eingezogenen Chorturms 1744/45 abgeschlossen, so die Bezeichnung am Turm und an der Wetterfahne. Das Langhaus ist mit einem schiefergedeckten Satteldach bedeckt. Die Seitenwände haben segmentbogige Fenster. Der Turm ist von einer achtseitigen bauchigen Haube bedeckt. Über einem offenen Zwischenteil erhebt sich ein spitzer Helm mit Turmkugel. Im Turm hängt eine Eisenhartgussglocke, die Schilling & Lattermann 1919 gegossen hat. Es gab mehrere Instandsetzungen seit dem 19. Jahrhundert. 
Die Kirchenausstattung ist aus der Erbauungszeit, zum Teil ist sie jünger. Das Kirchenschiff ist mit einem flachen hölzernen Tonnengewölbe überspannt. Es hat dreiseitige, zweigeschossige Emporen. Der Chor hat ein hölzernes Kreuzgratgewölbe mit stuckierten Lorbeergebinden auf den Graten. Der streng gegliederte, barocke Kanzelaltar hat im Auszug ein Gemälde der Bergpredigt. Am Kanzelkorb befindet sich kleinteiliges Schnitzwerk. Das kelchförmige Taufbecken ist von 1562.
Die Orgel mit 20 Registern, verteilt auf 2 Manuale und Pedal, wurde 1786 von Adam Molau gebaut.